# Lembulus
Lembulus is een geslacht van tweekleppigen uit de  familie van de Nuculanidae.

## Soorten
De volgende soorten zijn bij het geslacht ingedeeld:
- Lembulus belcheri (Hinds, 1843)
- Lembulus bicuspidatus (Gould, 1845)
- Lembulus decorus (A. Adams, 1856)
- Lembulus gemmulatus (G. B. Sowerby III, 1904)
- Lembulus gruveli (Nicklès, 1952)
- Lembulus lamellatus (G. B. Sowerby III, 1904)
- Lembulus montagui (J. E. Gray, 1825)
- Lembulus pella (Linnaeus, 1767)
- Lembulus sculptus (Issel, 1869)
- Lembulus taiwanicus (Okutani & Lan, 1998)
- Lembulus wolffi (Nicklès, 1955)

### Synoniemen
- Lembulus pellus [sic] => Lembulus pella (Linnaeus, 1767)
- Lembulus rossianus Risso, 1826 => Lembulus pella (Linnaeus, 1767)